# 醒目云母蛤
是弯锦蛤目绫衣蛤科绫衣蛤属的一种。主要分布于韩国、中国大陆、台湾，常栖息在水深13－73米。